# Echinomuricea indica
Echinomuricea indica is een zachte koraalsoort uit de familie Plexauridae. De koraalsoort komt uit het geslacht Echinomuricea. Echinomuricea indica werd in 1909 voor het eerst wetenschappelijk beschreven door Thomson & Simpson. 